# Ben-To
Ben-To (яп. ベン・トー Бэн То:) — серия ранобэ, автором которой является Асаура, а иллюстратором — Кайто Сибано. Первый том был опубликован в феврале 2008 года издательством Shueisha, а последний, пятнадцатый, — в феврале 2014 г. Также на основе романа были созданы 4 манги. Аниме-сериал, основанный на романе и манге, был выпущен студией David Production и транслировался в Японии с 9 октября по 25 декабря 2011 года.

## Сюжет
Молодому парню по имени Ё Сато очень непросто жить, в общежитии дают лишь завтрак, а остальное надо покупать на 1000 иен (~340 рублей) в день, при том что парень обожает читать мангу и не может обойтись без новых томов. Однажды он попадает в особое место, где можно получить бэнто за полцены. Однако кандидатов на бэнто великое множество, поэтому школьники и студенты бьются, чтобы заполучить приз. Главный герой оказывается слишком слабым для борьбы и поэтому образует боевую группу во главе с бойцом Сэн Яридзуй, лидером «Клуба любителей дешёвых бэнто» и Ханой Осирои, верной болельщицей Сато.

## Список персонажей
Ё Сато (яп. 佐藤 洋 Сато: Ё:) — главный герой и первокурсник, который оказывается втянутым в борьбу за бэнто. Очень любит играть в старые игры, особенно от компании Sega. Несмотря на то, что вначале показывает неспособность участвовать в битве, вскоре Ё демонстрирует свою прочность и ловкость, достаточную, чтобы быть признанным бэнто-мастером и выиграть дуэльный поединок с Аямэ. Часто попадает в неловкие ситуации, за что его стали называть извращенцем. По иронии судьбы держит у себя дома порножурналы, которые читает с детства, и парня всё время преследуют эротические фантазии, чаще всего с Сэн. Несмотря на всё это, многие девушки начинают питать любовные чувства к Ё.
Сэйю: Хиро Симоно
Сэн Яридзуй (яп. 槍水 仙 Яридзуй Сэн) — студентка второго курса, которая является действующим президентом клуба любителей дешевых бэнто, она одна из самых сильнейших бойцов, получившая прозвище Снежная ведьма (яп. 氷結の魔女 Хёкэцу но Мадзё) после того, как купила банку пива под названием «Ледяная прохлада» (яп. 氷結 Хёкэцу), спутав с обычным напитком — Сэн понравился дизайн банки. Несмотря на то, что Сэн отличный боец, она выглядит очень спокойной, невинной и порой даже неуклюжей. У неё очень доброе сердце: так, девушка никогда не торопится судить людей по их внешности и держать на них обиды. Однако, когда речь идёт о сражении или хулиганах, Сэн становится упрямой и непоколебимой. Она не питает никаких чувств к Ё, но очень заботится о его благополучии.
Сэйю: Мария Исэ
Аямэ Сяга (яп. 著莪 あやめ Сяга Аямэ) — двоюродная сестра Ё и наполовину итальянка по происхождению. Любит играть в видеоигры и часто заигрывает с Ё или Ханой. Получила прозвище «озёрная красавица» (яп. 湖の麗人 мидзуми но рэйдзин) после того, как заснула на берегу озера, наевшись бэнто. Во время боя использует палочки для еды. Личность Аямэ меняется в зависимости от её настроения: в хорошем духе она общительная и очень любит заигрывать с Ё, а в плохом становится очень ранимой и жестокой к Ё и Сэн. Она часто следит за Сэн, так как видит в ней соперницу.
Сэйю: Эмири Като
Хана Осирои (яп. 白粉 花 Осирои Хана) — девушка, которая присоединяется к клубу любителей дешевых бэнто. Увлекается написанием эротических романов в жанре яой, которые по иронии судьбы вдохновляют членов клуба. Не принимает участия в бою; в то время, как все заняты сражением, пробирается к бэнто исподтишка. Из-за этого люди запугивают Хану, чтобы та не прикасалась к ним, указывая на то, что она заражает еду микробами. После встречи с Ё Хана начала меняться.
Сэйю: Аой Юки
Ю Канэсиро (яп. 金城 優 Канэсиро Ю:) — студент третьего курса и ветеран боёв за бэнто, известен как мастер. За год до основных событий он был президентом клуба любителей дешевых бэнто и лично учил Сэн правилами бэнто-драки.
Сэйю: Мамору Мияно
Умэ Сираумэ (яп. 白梅 梅 Сираумэ Умэ) — президент совета школы, заинтересована в девушках, особенно в Хане. Из-за ревности к Хане часто даёт другим пощёчины, несмотря на это склонна флиртовать с другими девушками.
Сэйю: Ай Каяно
Асэби Иноуэ (яп. 井ノ上 あせび Иноуэ Асэби) — одноклассница Аямэ, которая также входит в игровой клуб. Она проклята страшным невезением, которое распространяется на всех, кто прикасается к ней. Несмотря на это, благодаря беспечному и детскому характеру не обращает внимания на своё невезение. Ей всегда холодно, и поэтому она всегда ходит в шапке и шарфе. Питает романтические чувства к Ё и делает для него печенья и бэнто, однако оканчивается это всегда некой неудачей.
Сэйю: Аяна Такэтацу
Рэн Никайдо (яп. 二階堂 連 Никайдо Рэн) — бывший глава группы Рачет Габриель. После того, как Ё показал свою силу, тот сразу невзлюбил парня и способствовал инциденту, после которого Ё стали называть извращенцем. Несмотря на то, что Ё и Рэн — враги, они во многом похожи друг на друга, и Рэн питает чувства к Мацубе и часто краснеет в неловких ситуациях. Часто ассоциирует себя с Аямэ и, как правило, работает с ней, чтобы собирать нужную информацию о бойцах. Несмотря на свои навыки, так и не получил никакого прозвища.
Сэйю: Кадзуюки Окицу
Кё Саваги (яп. 沢桔 梗 Саваги Кё:) и Кё Саваги (яп. 沢桔 鏡 Саваги Кё:) — сёстры-близнецы, являются членами студенческого совета и вице-президентами. Их имена звучат идентично, но пишутся разными иероглифами. Старшая сестра носит имя «колокольчик», а младшая — «зеркало». Очень сильные бойцы и знамениты за свои жестокие драки.
Сэйю: Юкари Тамура и Юй Хориэ

## Ранобэ
Роман, автором которого является Асаура, а иллюстратором — Кайто Сибано, публиковался издательством Shueisha с 22 февраля 2008 г. по 25 февраля 2014 г. 12 томов включают в себя основную историю, а 3 тома являются сборниками коротких независимых рассказов. На официальном сайте Super Dash Manga Program были оупубликованы дополнительные рассказы для чтения онлайн. Параллельно все главы романа публиковались в журнале Jump Square.

## Манга
Манга-адаптация под названием Ben-To Zero: Road to Witch начала выпускаться как часть суперпрограммы Manga Dash вместе с выпуском журнала Jump Square за май и июнь 2011 года. 25 октября 2011 года был выпущен первый танкобон манги. Вторая манга под названием Ben-To Another: Rippers Night выпускалась в журнале Super Dash & Go! с декабря 2011 года по октябрь 2012-го. В декабре 2012 года её сменила манга Ben-To: à la carte (яп. ベン・トー アラカルト Бэн То: аракаруто), издаваемая онлайн до октября 2013 года. Все эти адаптации иллюстрировал Кайто Сибано. Манга Ben-To △ (яп.  Бэн То: санкаккэй), иллюстрированная Санкакухэдом, издавалась в этом же журнале с декабря 2011 по июнь 2013 года.

## Аниме
Аниме-сериал, основанный на романе и манге, был выпущен студией David Production и транслировался в Японии с 9 октября по 25 декабря 2011 года, режиссёр аниме — Син Итагаки. Опенинг к аниме «Live for Life: Окамитати но Ёру» (яп. LIVE for LIFE 〜狼たちの夜〜 LIVE for LIFE ~Night of the Wolves~) исполняет Айми, а эндинг «Эгао но Хосоку» (яп. 笑顔の法則 The Rules of Smiling) исполняет Мария Исэ, опенинг четвёртой серии «Treasure!» исполняет Эмири Като.

### Список серий
| No. | Название | Дата выхода        |
| --- | --- | ------------------ |
| 01  | Sticky Natto Okra Rice with Cheese Topping Bento 440kcal «Nebare, Nattō Okura Don Bukkake Chīzu Toppingu Bentō 440kcal» (ネバれ、納豆オクラ丼ぶっかけチーズトッピング弁当 440kcal) | 9 октября 2011 г.  |
| 02  | Mackerel Boiled in Miso Bento 674kcal «Saba no Misoni Bentō 674kcal» (サバの味噌煮弁当 674kcal) | 16 октября 2011 г. |
| 03  | Large Serving of Cheese-Filled Katsu Curry 1080kcal «Ōmori Chīzu Katsu Karē 1080kcal» (大盛りチーズカツカレー 1080kcal) | 23 октября 2011 г. |
| 04  | Ginger Fried Pork Bento 852kcal «Butaniku Shōgayaki Bentō 852kcal» (豚肉生姜焼き弁当 852kcal) | 30 октября 2011 г. |
| 05  | Fish Soup with Hokkaido Salmon 326kcal «Hokkaidō no Shake o Tsukatta Arajiru 326kcal» (北海道の鮭を使ったあら汁 326kcal) | 6 ноября 2011 г.   |
| 06  | Special Seasoned Duck Bento 795kcal «Tokusei Zangi Bentō 795kcal» (特製ザンギ弁当 795kcal) | 13 ноября 2011 г.  |
| 07  | Omelettits Bento 752kcal and Tent of Seafood Bento 1100kcal «Omuppai Bentō 752kcal to Rokomokkori Bentō 1100kcal» (オムっぱい弁当 752kcalとロコもっこり弁当 1100kcal) | 20 ноября 2011 г.  |
| 08  | Jumbo Garlic Chive Hamburger Steak Bento 765kcal «Tappuri Nira Hanbāgu Bentō 765kcal» (たっぷりニラハンバーグ弁当 765kcal) | 27 ноября 2011 г.  |
| 09  | Western and Japanese Food Mix 2910kcal and Warm Porridge Bento 340kcal «Seiyō Wafū Makunouchi Tsumeawase Jū 2910kcal to Hokkori Okayu Bentō 340kcal» (西洋和風幕の内詰め合わせ重 2910kcal と ほっこりおかゆ弁当340kcal) | 4 декабря 2011 г.  |
| 10  | It was a Warm Gentle Flavor that Reminded Me of my Grandmother. A Japanese Dish that was Kind to Both Body and Soul. Plum and Dried Baby Sardines over Rice with Plenty of Seasonal Vegetables Stewed Bento 480kcal «Sore wa Mukashi Sobo no Ie de Tabeta Atataka de Yasashii Ajiwai. Kokoro nimo Karada nimo Yasashii Wa no Ryōri. Ume to Chirimenjako Gohan to Kisetsu no Yasai Tappuri no Nimono Bentō 480kcal» (それは昔祖母の家で食べた温かで優しい味わい。心にも体にも優しい和の料理。梅とちりめんじゃこご飯と季節の野菜たっぷりの煮物弁当 480kcal) | 11 декабря 2011 г. |
| 11  | Pocari Sweat 125kcal «Pokari Suetto 125kcal» (ポカリスエット 125kcal) | 18 декабря 2011 г. |
| 12  | Japanese Grilled Eel Bento 790kcal «Kokusan Unagi Bentō 790kcal» (国産うなぎ弁当 790kcal) | 25 декабря 2011 г. |

## Популярность
По данным национальной газеты «Майнити симбун», на март 2011 года в Японии было продано свыше 550000 копий романа. Также по данным путеводителя журнала романов Kono Light Novel ga Sugoi! произведение Ben-To вошло в список романов-бестселлеров в Японии, заняв 8 место в 2010 году, пятое в 2011 году и третье в 2012 году.